# Aino Taube
Aino Regina Taube (Espergærde, 11 luglio 1912 – Stoccolma, 3 giugno 1990) è stata un'attrice svedese.

## Biografia
Figlia dell'attore Mathias Taube (cugino del cantante Evert Taube) e della giornalista Ella Ekman-Hansen, suo nonno materno era Peter Hansen, scrittore e direttore artistico del Teatro reale danese. Cresciuta tra Copenaghen e Stoccolma, si forma artisticamente all'Annaskolan e alla scuola di teatro Dramaten tra il 1930 e il 1932. Debutta sul palcoscenico nel 1931 allo Skansenteatern con il ruolo di Elisabeth Westling nell'opera di Selma Lagerlöf "Dunungen".
Taube debutta al cinema nel 1931 con la commedia "Skepparkärlek" di Ivar Johansson. Diviene una star del cinema degli anni 1930, crescendo come rispettata attrice drammatica, cinematografica e televisiva nel decennio successivo. Nella sua intera carriera recita in 35 film cinematografici, 10 rappresentazioni teleteatrali, 6 telefilm e numerosi spettacoli teatrali. Quasi sempre interpreta ruoli da protagonista, e tra i suoi collaboratori maschili più importanti spiaccano i nomi di Åke Ohberg, Edvin Adolphson, e soprattutto suo marito, Anders Henrikson, sposato nel 1940 con cui rimarrà fino alla sua morte avvenuta nel 1965, avendo tre figli. Proprio quest ultimo dirige Taube in alcune delle sue opere più importanti, come "Alle man på post" (1940), "Livet går vidare" (1941), "Tåg 56" (1943) e "Åsa-Hanna" (1946). Nel corso della sua intera carriera lavora con registi affermati, tra cui Gustaf Molander, Gustaf Edgren, Per-Axel Branner, Schamyl Bauman e Alf Sjöberg.
Tra il 1958 e il 1959 Taube entra a far parte della prima compagnia teatrale televisiva svedese. Inoltre, sempre in televisione, recita in serie TV come "Ansikte mot ansikte" (1976) di Ingmar Bergman, "Hedebyborna" (1978-1980, di Håkan Ersgård) o "Mor gifter sig" (1979) di Per Sjöstrand.
L'attrice è stata anche in tournée con John W. Brunius, Hjalmar Lundholm e la compagnia teatrale del Riksteatern. Tra gli altri suoi lavori c'è quello che ebbe con il Blancheteatern nel 1935, con lo Skansenteatern nel 1936, il Vasateatern dalla fine degli anni 1930 all'inizio degli anni 1950 e il Malmö Stadsteater tra il 1953 e il 1954. Iniziò a recitare permanentemente nel Dramaten nel 1954, lavorandovi stabilmente dal 1955 al 1984. Tra le opere in cui ha recitato ci sono "Il misantropo" (1955), "Sei personaggi in cerca d'autore" (1957), "Le troiane" (1960), "Il gabbiano" (1961), "John Gabriel Borkman" (1976) e "Erik XIV" (1977).

## Morte
Aino Taube muore il 3 giugno 1990, all'età di 77 anni, a Stoccolma.

## Produzione

### Cinema
- Skepparkärlek (1931)
- En stulen vals (1932)
- Studenter i Paris (1932)
- Augustas lilla felsteg (1933)
- Fridolf i lejonkulan (1933)
- Luftens vagabond (1934)
- Sången om den eldröda blomman (1934)
- Marodörer (1934)
- Kanske en gentleman (1935)
- Notti di primavera (1935)
- Familjen som var en karusell (1936)
- Raggen - det är jag det (1936)
- Kvartetten som sprängdes (1936)
- Sara lär sig folkvett (1937)
- Konflikt (1937)
- Laila (1937)
- Fram för framgång (1938)
- Herr Husassistenten (1938)
- Gubben kommer (1939)
- Solo una notte (1939)
- Sjöcharmörer (1939)
- A rischio della vita (1940)
- Alle man på post (1940)
- Livet går vidare (1941)
- Tåg 56 (1943)
- Hans Majestät får vänta (1945)
- Åsa-Hanna (1945)
- Nyckeln och ringen (1947)
- Donne in attesa (1952)
- För min heta ungdoms skull (1952)
- La sesta coppia fuori (1956)
- Gäst i eget hus (1957)
- Oh, mein Papa (teleteatro) (1957)
- Hemma klockan sju (teleteatro) (1958)
- Skandalskolan (teleteatro) (1958)
- Avsked (teleteatro) (1958)
- Jeppson (teleteatro) (1958)
- Påsk (teleteatro) (1958)
- Porträtt av jägare (teleteatro) (1959)
- En Skugga (teleteatro) (1959)
- Rum för ensam dam (teleteatro) (1959)
- Den skalliga primadonnan (teleteatro) (1959)
- Det var en annan historia (televisione) (1959)
- Fadern (1969)
- L'adultera (1971)
- Kvarteret Oron (televisione) (1974)
- L'immagine allo specchio (1976)
- Engeln (televisione) (1976)
- Hedebyborna (televisione) (1978-1980)
- Sommarön (televisione) (1979)
- Mor gifter sig (televisione) (1979)
- Friends (1988)

### Teatro
- Dunungen, di Selma Lagerlöf, diretto da Gustaf Linden, Skansenteatern (1931)
- Härmed hava vi nöjet, di Kar de Mumma, Karl-Ewert e Alf Henrikson, diretto da Harry Roeck-Hansen, Blancheteatern (1935)[2]
- Gatumusikanter, di Paul Schurek, diretto da Sigurd Magnussøn, Blancheteatern (1935)
- Regina von Emmeritz, di Zacharias Topelius, diretto da Ernst Eklund, Skansens friluftsteater (1936)[3]
- Doktor Clitterhouse, di Barré Lyndon, diretto da Gösta Ekman, Vasateatern (1937)[4]
- Ungdomen kommer med åren, di Seymour Hicks e Ashley Dukes, diretto da Gunnar Tolnæs, Vasateatern (1937)
- De 2 Thompson, di Serck Rogers, diretto da Martha Lundholm, Vasateatern (1938)
- Eldprovet, di Henri Kistemaeker, diretto da Martha Lundholm, Vasateatern (1940)[5]
- Det var nära ögat, di Thornton Wilder, diretto da Gunnar Skoglund, Vasateatern (1944)[6]
- Rebeca, di Daphne du Maurier, diretto da Martha Lundholm, Vasateatern (1944)
- Patrasket, di Hjalmar Bergman, diretto da Anders Henrikson, Vasateatern (1946)
- Inte för er, mina damer, di Sacha Guitry, diretto da Martha Lundholm, Vasateatern (1949)
- Harvey, di Mary Chase, diretto di Martha Lundholm, Vasateatern (1949)
- Inte för er, mina damer, di Sacha Guitry, diretto da Martha Lundholm, Vasateatern (1951)
- Regn, di John Colton e Clemence Randolph, diretto da Martha Lundholm, Vasateatern (1952)
- Sei personaggi in cerca d'autore, di Luigi Pirandello, diretto da Ingmar Bergman, Malmö stadsteater (1953)[7]
- Il gabbiano, di Anton Čechov, diretto da Ingmar Bergman, Dramaten (1961)[8]
- Resan, di Georges Schehadé, diretto da Alf Sjöberg, Dramaten (1962)
- Sagan, di Hjalmar Bergman, diretto da Ingmar Bergman, Dramaten (1963)[9]
- Tre knivar från Wei, di Harry Martinson, diretto da Ingmar Bergman, Dramaten (1964)[10]
- Madre Coraggio e i suoi figli, di Bertolt Brecht, diretto da Alf Sjöberg, Dramaten (1965)
- Brända tomten, di August Strindberg, diretto da Alf Sjöberg, Dramaten (1970)
- Sol, vad vill du mig?, di Birger Norman, diretto da Ingvar Kjellson, Dramaten (1971)
- Fysikerna, di Friedrich Dürrenmatt, diretto da Per Sjöstrand, Dramaten (1980)

## Doppiatrici italiane
- Dhia Cristiani in Donne in attesa
- Lydia Simoneschi in L'immagine allo specchio